# 481
Évszázadok: 4. század – 5. század – 6. század
Évtizedek: 430-as évek – 440-es évek – 450-es évek – 460-as évek – 470-es évek – 480-as évek – 490-es évek – 500-as évek – 510-es évek – 520-as évek – 530-as évek
Évek: 476 – 477 – 478 – 479 –  480 – 481 – 482 – 483 – 484 – 485 – 486

## Események

### Európa
- Meghal I. Childeric, a száli frankok királya. Utóda 15 éves fia, I. Clovis (vagy németesen Klodvig).
- Theodoric Strabo, a trákiai gótok vezére emberei lázongása miatt kénytelen feladni Konstantinápoly elleni hadjáratát és visszafordul. Útközben leesik megbokrosodott lováról, belezuhan egy lándzsába és életét veszti.

### Perzsia
- A keresztény örmények I. Vahan Mamikonjan vezetésével fellázadnak a zoroasztriánus Szászánida dinasztia uralma ellen.

### Korea
- Csangszu, Kogurjo királya betör Sillába és elfoglal hét várost. Silla, Pekcse és Tekaja szövetsége kiűzi a támadókat.

## Halálozások
- I. Childeric, a száli frankok királya[1]
- Theodoric Strabo, gót vezér

## Fordítás
- Ez a szócikk részben vagy egészben  a(z)   481 című angol Wikipédia-szócikk ezen változatának fordításán alapul.  Az eredeti cikk szerkesztőit annak laptörténete sorolja fel. Ez a jelzés csupán a megfogalmazás eredetét és a szerzői jogokat jelzi, nem szolgál a cikkben szereplő információk forrásmegjelöléseként.